# Макдугалл, Бруклин
Бруклин Макдугалл (англ. Brooklyn McDougall; род. 23 августа 1998 года, в Калгари, провинция Альберта) — канадская конькобежка, участница зимних Олимпийских игр 2022 года.

## Биография
Бруклин Макдугалл начала заниматься конькобежным спортом в возрасте 15 лет, перейдя из хоккея, где она играла за команду Альберты в течение 10 лет. Она впервые надела беговые коньки в 2014 году на Олимпийском овале в Калгари и сразу поняла, что хочет сменить вид спорта. С помощью программы выявления талантов в Канаде по конькобежному спорту она была включена в состав сборной Альберты на Зимние Канадские игры 2015 года, где заняла лучшее 18-е место на дистанции 500 метров.

Макдугалл представляла Канаду на международной арене на чемпионате мира среди юниоров 2017 и 2018 годах, где заняла 12-е место в общем зачёте и 5-е в командном спринте и командной гонке. В том же 2018 году она стала чемпионкой Канады среди юниоров в многоборье. В феврале 2019 года стала пятикратным призером Зимних Канадских игр и установила 2 рекорда игр.
На чемпионате четырех континентов в феврале 2020 года в Милуоки она завоевала вместе с подругами по команде 1-е место в командном спринте и заняла 2-е место в беге на 500 метров. После перерыва, связанного с пандемией COVID-19 Макдугалл участвовала в соревнованиях чемпионата Канады в октябре 2021 года, где завоевала золото на дистанции 500 метров и заняла 6-е место на дистанции 1000 метров.
В феврале 2022 года Макдугалл впервые участвовала на зимних Олимпийских играх в Пекине, где заняла 22-е место в беге на 500 метров. В марте 2022 года она поднялась на 15-е место в общем зачёте на чемпионате мира в спринтерском многоборье в Хамаре. В сезоне 2022/23 она стартовала со 2-го места в забеге на 500 м на чемпионате Канады и трижды была второй в командной гонке на Кубке мира. 
В марте 2023 года на своём дебютном чемпионате мира на отдельных дистанциях в Херенвене она завоевала золотую медаль в командном спринте.

## Личная жизнь
Бруклин Макдугалл окончила Университет Калгари со степенью бакалавра биологических наук с отличием в 2021 году. Она работала в области исследований инсульта в больнице Футхиллс в течение 3-х лет с 2017 года с несколькими публикациями, а в апреле начала работать волонтером в отделе исследований инсульта в медицинском центре Футхиллс. В настоящее время Бруклин проходит онлайн-курсы по бизнесу, планируя в будущем получить степень MBA. Любит рисовать, играть в гольф, пеший туризм, велоспорт, любительница йоги и любит проводить время со своей собакой Финн. Её образец для подражания - её старший брат Коннор, который также был спортсменом.

## Награды
- 2017, 2018 года - названа лучшей фигуристкой года среди юниорок Альберты
- 2017 - Мемориальная награда Кевина Сироиса